# Pstruží
Pstruží (in tedesco Pstruschi) è un comune della Repubblica Ceca facente parte del distretto di Frýdek-Místek, nella regione della Moravia-Slesia.